# Aravind Joshi
Aravind Krishna Joshi (* 5. August 1929 in Pune, Indien; † 31. Dezember 2017 in Philadelphia, Pennsylvania) war Professor für Informatik und Kognitionswissenschaft an der University of Pennsylvania. Joshi definierte die Baumadjunktionsgrammatik (TAG), die zur Verarbeitung natürlicher Sprache verwendet wird.
Joshi erwarb 1950 seinen Bachelor-Abschluss als Ingenieur (Elektrotechnik, Maschinenbau) an der Universität Pune, sein Diplom am Indian Institute of Science in Bangalore und seinen Master-Abschluss in Elektrotechnik 1958 an der University of Pennsylvania, an der er 1960 promoviert wurde. 1961 wurde er dort Assistant Professor in der Fakultät für Elektrotechnik (1964 auch in der für Linguistik), 1967 Associate Professor und 1972 Professor. 1972 bis 1985 stand er dort der Fakultät für Informatik vor. 1985 wurde er Henry Salvatori Professor für Informatik und Kognitionswissenschaften. Zu seinen Doktoranden gehörte die Informatikerin Kathleen McKeown.
Er arbeitete an der Schnittstelle von Informatik und Linguistik, besonders syntaktische und semantische Darstellung von Sprachstruktur, Verbindung von Sprachstruktur zur Logik, mathematischer Linguistik, Berechenbarkeitstheorie in Verbindung zur Verarbeitung natürlicher Sprachen, Parsing-Algorithmen, Entwurf und Bau verschiedener Systeme zur Verarbeitung natürlicher Sprache (besonders Frage-Antwort-Systeme als Verbindung zu Datenbanken), psychologische Aspekte von Sprachverarbeitungs-Modellen, Aspekte des Sprachenlernens.

## Auszeichnungen
- 1971–72: Guggenheim-Stipendium
- 1976: Mitglied des Institute of Electrical and Electronics Engineers (IEEE)
- 1987: Auszeichnung für den besten Artikel auf der National Conference on Artificial Intelligence
- 1990: Gründungsmitglied der American Association of Artificial Intelligence (AAAI)
- 1997: IJCAI Award for Research Excellence
- 1998: Stipendiat der Association for Computing Machinery (ACM)
- 1999: in die National Academy of Engineering gewählt
- 2002: Erster Empfänger des Lebenswerk-Preises der Association for Computational Linguistics auf der 40. Jahrestagung der ACL
- 2005: Benjamin-Franklin-Medaille für Informatik und Kognitionswissenschaft

Am 21. April 2005 erhielt Joshi die Benjamin-Franklin-Medaille für seine fundamentalen Beiträge zum Verständnis der Sprachrepräsentation im Gehirn und die Entwicklung von Computertechniken zur effizienten Verarbeitung natürlicher Sprachen, die zu Fortschritten bei der maschinellen Übersetzung geführt haben.